# Jens Peter Laut

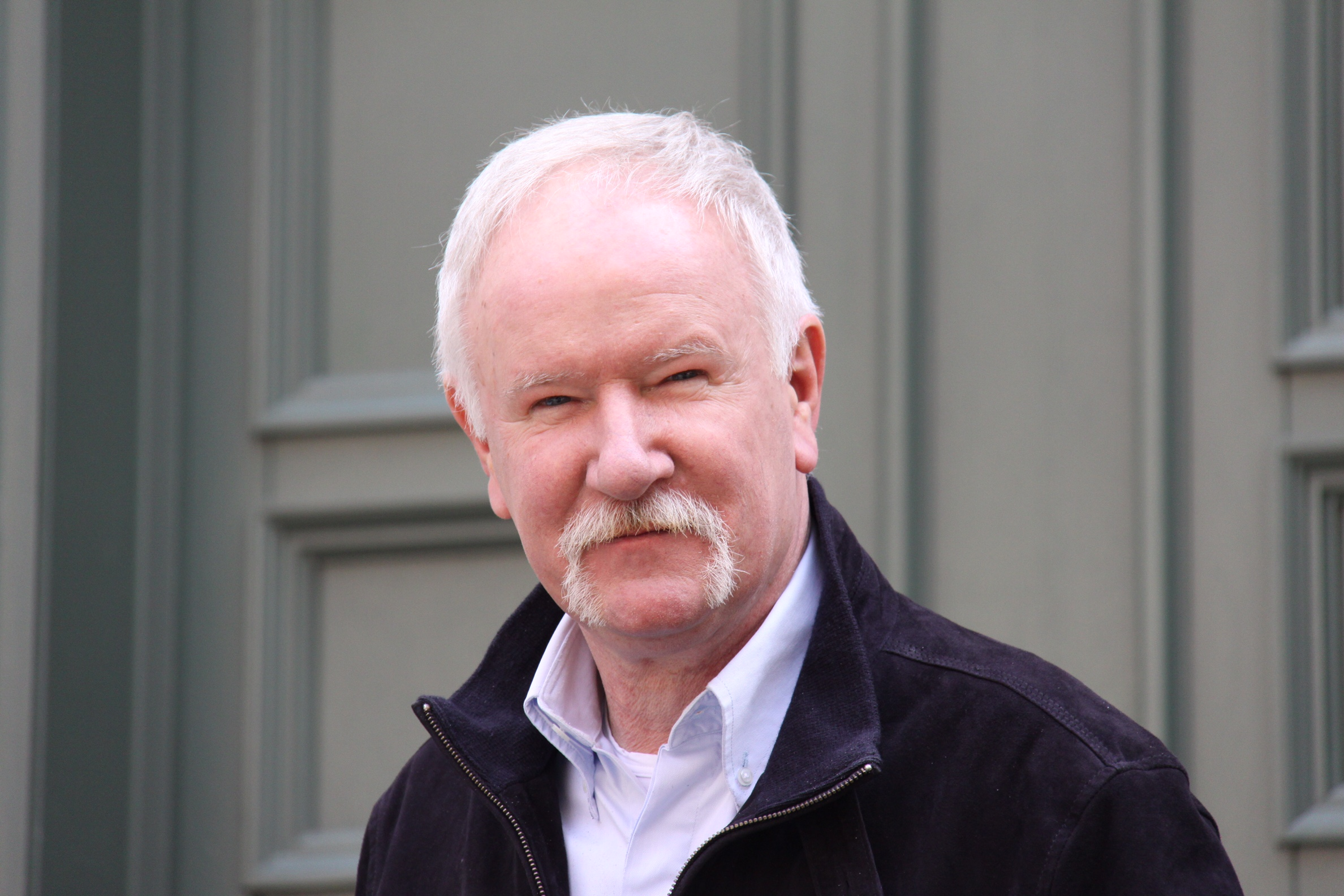
Jens Peter Laut (2014)

Jens Peter Laut (* 6. Januar 1954 in Hannover) ist ein deutscher Orientalist und war Professor für Turkologie und Zentralasienkunde an der Georg-August-Universität Göttingen.

## Wissenschaftliche Laufbahn
Laut studierte von 1976 bis 1980 Religionswissenschaft, Indologie und Turkologie in Marburg und Gießen. Er schloss sein Studium 1980 mit einer Magisterarbeit über  Buddhistische Höllenvorstellungen ab und wurde 1985 mit einer Studie zur alttürkischen Sprache und Literatur promoviert, die 1986 unter dem Titel Der frühe türkische Buddhismus und seine literarischen Denkmäler veröffentlicht wurde. Von 1981 bis 1984 war er Mitarbeiter des Gießener DFG-Projekts Indische Lehnwörter im Alttürkischen, und von 1985 bis 1988 Mitarbeiter des DFG-Projekts Tübinger Atlas des Vorderen Orients (TAVO), wo er u. a. historische Karten zu den Reisen von Evliya Çelebi und zum Osmanischen Reich erstellte. 1993 habilitierte er sich in Göttingen mit einer Arbeit zur modernen türkischen Sprachreform: Das Türkische als Ursprache? (veröff. 2000). Von 1996 bis 2008 war er Professor (C3) für Islamwissenschaft/Turkologie an der Albert-Ludwigs-Universität Freiburg und von 2008 bis 2022 Professor (W3) für Turkologie und Zentralasienkunde an der Georg-August-Universität Göttingen. Seit 2010 ist er Ordentliches Mitglied der Niedersächsischen Akademie der Wissenschaften zu Göttingen und war von 2016 bis 2020 Vizepräsident und Vorsitzender ihrer Geistes- und Gesellschaftswissenschaftlichen Klasse. Die Vizepräsidentschaft hat er erneut seit 2022 (bis März 2025) inne.
Seine Forschungsschwerpunkte sind das vorislamische und frühislamische türkische Zentralasien (Sprachen, Religionen, Geschichte), die Sprachreform in der Türkei, die moderne türkische Literatur und der Kemalismus.

## Projekte
- 2002–2004 PROCOPE-Projekt: „Maitreya bei den Tocharern und Türken“ (zusammen mit  Georges-J. Pinault, Sorbonne, Paris)
- 2004–2007 Leiter des DFG-Projekts „Nurculuk: Fundamentalistische Theologie in der Türkei“ (Mitarbeiter:  Martin Riexinger, Freiburg)
- 2003–2010 Zusammen mit Erika Glassen Geschäftsführender Hrsg. des Übersetzungsprojekts Türkische Bibliothek (20 Bände, Projekt der Robert Bosch Stiftung in Zusammenarbeit mit dem Unionsverlag, Zürich)
- 2010–2015 Leiter von zwei DFG-Projekten zur alttürkischen Literatur (Maitrisimit nom bitig und Daśakarmapathāvadānamālā; Projektmitarbeiter: Ablet Semet und Jens Wilkens)
- 2016: Erstellung eines konzisen Wörterbuchs des Altuigurischen (Mitarbeiter: Jens Wilkens: Handwörterbuch des Altuigurischen. Altuigurisch - Deutsch -Türkisch. Göttingen 2021.) (Auch: https://univerlag.uni-goettingen.de/handle/3/isbn-978-3-86395-481-9)
- ab 2017: Projektleiter des Langzeitvorhabens „Wörterbuch des Altuigurischen“ der Niedersächsischen Akademie der Wissenschaften zu Göttingen (Vorsitzender der Leitungskommission: Prof. Dr. Jens-Uwe Hartmann)

## Publikationen (Auswahl)
- Der frühe türkische Buddhismus und seine literarischen Denkmäler (= Veröffentlichungen der Societas Uralo-Altaica. 21). Harrassowitz, Wiesbaden 1986, ISBN 3-447-02623-5.
- Materialien zu Evliya Çelebi. Teil 1: Erläuterungen und Indices zur Karte B IX 6 „Kleinasien im 17. Jahrhundert nach Evliya Çelebi“ (= Beihefte zum Tübinger Atlas des Vorderen Orients. Reihe B: Geisteswissenschaften. 90, 1). Reichert, Wiesbaden 1989, ISBN 3-88226-460-8.
- Das Türkische als Ursprache? Sprachwissenschaftliche Theorien in der Zeit des erwachenden türkischen Nationalismus (= Turcologica. 44). Harrassowitz, Wiesbaden 2000, ISBN 3-447-04396-2 (Zugleich: Göttingen, Universität, Habilitations-Schrift, 1993).
- Das Osmanische Reich 1574–1683. = The Ottoman Empire 1574–1683 (= Tübinger Atlas des Vorderen Orients. Teil B: Geschichte. 9: Die osmanische Zeit bis 1918. 7). Reichert, Wiesbaden 1991, ISBN 3-88226-764-X.
- Kleinasien im 17. Jahrhundert nach Evliya Çelebi. = Asia Minor in the 17th Century According to Evliya Çelebi (= Tübinger Atlas des Vorderen Orients. Teil B: Geschichte. 9: Die osmanische Zeit bis 1918. 6). Reichert, Wiesbaden 1992, ISBN 3-88226-970-7.
- Chronologie wichtiger Ereignisse im Verlauf der türkischen Sprachreform. Von den Anfängen bis 1983. In: Materialia Turcica. Band 24, 2003, ISSN 0344-449X, S. 69–102, urn:nbn:de:bsz:25-freidok-18337.
- Zur sexuellen Lexik des Türkeitürkischen. In: Studia Etymologica Cracoviensia. Band 10, 2005, ISSN 1427-8219, S. 69–122.
- als Mitarbeiter: Das Zusammentreffen mit Maitreya. Die ersten fünf Kapitel der Hami-Version der Maitrisimit (= Asiatische Forschungen. 103). In Zusammenarbeit mit Helmut Eimer und Jens Peter Laut herausgegeben, übersetzt und kommentiert von Geng Shimin und Hans-Joachim Klimkeit. 2 Bände (Bd. 1: Text, Übersetzung und Kommentar. Bd. 2: Faksimiles und Indices.). Harrassowitz, Wiesbaden 1988, ISBN 3-447-02682-0.
- als Mitarbeiter: Eine buddhistische Apokalypse. Die Höllenkapitel (20–25) und die Schlußkapitel (26–27) der Hami-Handschrift der alttürkischen Maitrisimit (= Abhandlungen der Nordrhein-Westfälischen Akademie der Wissenschaften. 103). Unter Einbeziehung von Manuskriptteilen des Textes aus Säŋim und Murtuk. Einleitung, Transkription und Übersetzung von Geng Shimin, Hans-Joachim Klimkeit und Jens Peter Laut. Westdeutscher Verlag, Opladen 1998, ISBN 3-531-05124-5.
- Bibliographie alttürkischer Studien (= Orientalistik-Bibliographien und -Dokumentationen. 9). Ausgewählt und chronologisch angeordnet von Volker Adam, Jens Peter Laut und Andreas Weiß. Harrassowitz, Wiesbaden 2000, ISBN 3-447-04218-4 (Aktualisierung von 1998–2013 in: Ural-Altaische Jahrbücher. Neue Folge, Bd. 17–25, 2001–2013).
- Was ist türkisch? In: Jahrbuch der Akademie der Wissenschaften zu Göttingen. 2011 (2012), S. 273–285, doi:10.26015/adwdocs-565.
- Ameisen und Prajñārakṣita. In: Türk Dilleri Araştırmaları. Band 21, 2011, ISSN 1300-5316, S. 131–142.
- Was ist Turkologie? Überlegungen zu einem sogenannten Orchideenfach (= Pera-Blätter. 24, ISSN 2192-6816). Max Weber Stiftung – Deutsche Geisteswissenschaftliche Institute im Ausland, Bonn 2013, (Ebenso wie die türkische und englische Übersetzung auch online verfügbar).
- Elisabetta Ragagnin, Jens Wilkens, Gökhan Şilfeler (Hrsg.): Kutadgu Nom Bitig. Festschrift für Jens Peter Laut zum 60. Geburtstag (= Veröffentlichungen der Societas Uralo-Altaica. 87). Harrassowitz, Wiesbaden 2015, ISBN 978-3-447-10459-3.
- als Herausgeber mit Barbara Pusch: Literatur und Gesellschaft. Kleine Schriften von Erika Glassen zur türkischen Literaturgeschichte und zum Kulturwandel in der modernen Türkei (= Istanbuler Texte und Studien. 31). Mit einer Einleitung von Erika Glassen und einem Geleitwort von Jens Peter Laut. Ergon, Würzburg 2014, ISBN 978-3-95650-706-9, urn:nbn:de:101:1-2020062215380678480449.
- Durch dick und dünn. Unter besonderer Berücksichtigung von ‚dick‘. In: Ingeborg Hauenschild, Matthias Kappler, Barbara Kellner-Heinkele (Hrsg.): Eine hundertblättrige Tulpe – Bir ṣadbarg lāla. Festgabe für Claus Schönig (= Studien zur Sprache, Geschichte und Kultur der Türkvölker. 22). Klaus Schwarz, Berlin 2016, ISBN 978-3-87997-453-5, S. 299–307.
- mit Jens Wilkens: Die Handschriftenfragmente der Maitrisimit aus Sängim und Murtuk in der Berliner Turfansammlung (= Alttürkische Handschriften. 3 = Verzeichnis der orientalischen Handschriften in Deutschland. 13, 11). Steiner, Stuttgart 2017, ISBN 978-3-515-05031-9.
- Tod im Buddhismus. Eine systemimmanente Zwischenstation. In: Akademie der Wissenschaften zu Göttingen (Hrsg.): Leben und Tod (= Akademie im Gespräch. Heft 2). Universitätsverlag Göttingen, Göttingen 2017, ISBN 978-3-86395-335-5, S. 69–90, (Auch online verfügbar).
- „Die Türkei: Geschichte, Gegenwart und Perspektiven“. Veranstaltung mit der Akademie der Wissenschaften zu Göttingen am 27. November 2017 im Interims-Plenarsaal des Niedersächsischen Landtages (= Schriftenreihe des Niedersächsischen Landtages zu Themen, die für die Öffentlichkeit von Interesse sind. 58, ZDB-ID 2078212-3). Niedersächsischer Landtag, Hannover 2018.
- Was ist Wahrheit? Zum Wahrheitsbegriff im indischen und islamischen Kontext. In: Niedersächsische Akademie der Wissenschaften zu Göttingen (Hrsg.): Wahrheit (= Akademie im Gespräch. Heft 7). Universitätsverlag Göttingen, Göttingen 2023, ISBN 978-3-86395-593-9, S. 7–22, (Auch online verfügbar).
- Von Zentralasien bis Anatolien. Philologische und religionswissenschaftliche Perspektiven auf die türkische Welt. Kleine Schriften von Jens Peter Laut, hrsg. von Gökhan Şilfeler und Hans Nugteren. Wiesbaden 2024. (= Veröffentlichungen der Societas Uralo-Altaica. 100).